# Nanavira Thera
Ñāṇavīra Thera, właśc. Harold Edward Musson (ur. 5 stycznia 1920 w Aldershot, zm. 5 lipca 1965 w Bundali) – brytyjski mnich buddyjski w tradycji theravādy.
Autor opublikowanych w 1963 roku Notes on Dhamma, które wraz z jego listami zostały wydane w 1987 roku jako Clearing the Path: Writings of Ñāṇavīra Thera (1960-1965). Książka stała się przedmiotem kontrowersji w środowisku buddyjskim, ze względu na zawartą w niej krytykę niektórych tekstów tradycji theravādy, m.in. Abhidhammapiṭaki, Visuddhimaggi i Paṭisambhidāmaggi. Przez niektórych została nazwana "najważniejszą książką napisaną w tym wieku" oraz "najwybitniejszą pracą o Dhammie, która pojawiła się od czasu, gdy Nikāye zostały spisane na palmowych liściach w Aluvihārze", inni uważali ją za "zawierającą mnóstwo błędów". W 1998 roku bhikkhu Bodhi opublikował krytyczny esej zatytułowany A Critical Examination of Ñāṇavīra Thera's "A Note on Paṭiccasamuppāda" na temat jednego rozdziału z Notes on Dhamma.